# Nowe Brzesko (gemeente)
De gemeente Nowe Brzesko is een landgemeente in het Poolse woiwodschap Klein-Polen, in powiat Proszowicki.
De zetel van de gemeente is in Nowe Brzesko.
Op 30 juni 2004 telde de gemeente 5791 inwoners.

## Oppervlakte gegevens
In 2002 bedroeg de totale oppervlakte van gemeente Nowe Brzesko 54,53 km², waarvan:
- agrarisch gebied: 88%
- bossen: 0%

De gemeente beslaat 13,15% van de totale oppervlakte van de powiat.

## Demografie
Stand op 30 juni 2004:
| Omschrijving                   | Totaal | Totaal | Vrouwen | Vrouwen | Mannen | Mannen |
| ------------------------------ | ------ | ------ | ------- | ------- | ------ | ------ |
| eenheid                        | aantal | %      | aantal  | %       | aantal | %      |
| inwoners                       | 5791   | 100    | 2945    | 50,9    | 2846   | 49,1   |
| bevolkingsdichtheid (inw./km²) | 106,2  | 106,2  | 54      | 54      | 52,2   | 52,2   |

In 2002 bedroeg het gemiddelde inkomen per inwoner 1158,09 zł.

## Administratieve plaatsen (sołectwo)
Grębocin, Gruszów, Hebdów (sołectwa: Hebdów en Hebdów Stary), Kuchary, Majkowice, Mniszów, Mniszów-Kolonia, Nowe Brzesko, Pławowice, Przybysławice, Rudno Dolne (sołectwa: Rudno Dolne en Rudno-Józefów), Sierosławice, Szpitary, Śmiłowice.

## Aangrenzende gemeenten
Drwinia, Igołomia-Wawrzeńczyce, Koszyce, Proszowice